# Aiani
Aiani (grec : Αιανή) ou Kalliani est un village, appartenant depuis la réforme administrative de 2011 au dème (municipalité) de Kozani, en Grèce. Elle se trouve à 20 km au sud de la ville de Kozani. La population est de 2 006 habitants pour le village selon le recensement de 2011, et de 3 429 habitants pour le district municipal, qui comprend les villages environnants.

## Histoire
Aiani était dans l'Antiquité la capitale de l'Élimée (Elimēa ou Elimĩa, -ae) ou Élimiotide (Elimiōtis, -ǐdis), un royaume de Haute Macédoine (en), qui est devenu une partie de la Macédoine (province romaine).
Depuis 1983, des fouilles systématiques ont mis en lumière l'existence d'une ville organisée, de la fin du VIe siècle av. J.-C. à 100 av. J.-C., date à laquelle elle a été abandonnée, sans doute après un tremblement de terre. On peut voir les objets découverts au musée archéologique d'Aiani : les poteries les plus anciennes en peinture mate (noir et blanc) jamais trouvées, et quelques-uns des plus anciens échantillons d'écriture. Parmi eux, des noms inscrits comme ΔΟΛΙΟ (DOLIO) et ΘΕΜΙΔΟΣ (THEMIDOS), ce qui prouve que la société de cette région de Macédoine, parle et écrit le grec avant le Ve siècle av. J.-C. Un seul exemple d'écriture linéaire, similaire à celui du sud de la Grèce, a été trouvé, mais sa signification reste inconnue.

## Communautés
Le district municipal d'Aiani comprend les communautés suivantes :
- Agia Paraskevi
- Aiani
- Chromio
- Kerasea
- Kteni
- Rodiani
- Rymnio